# Matthias Schumann
Matthias Schumann es un deportista de la RDA que compitió en remo. Ganó una medalla de oro en el Campeonato Mundial de Remo de 1978, en la prueba de ocho con timonel.

## Palmarés internacional
| Campeonato Mundial | Campeonato Mundial        | Campeonato Mundial | Campeonato Mundial |
| Año                | Lugar                     | Medalla            | Prueba             |
| ------------------ | ------------------------- | ------------------ | ------------------ |
| 1978               | Cambridge (Nueva Zelanda) | Medalla de oro     | Ocho con timonel   |